# Bryggskär
Bryggskär är en ö i Finland. Den ligger i Skärgårdshavet och i kommunen Pargas i den ekonomiska regionen  Åboland i landskapet Egentliga Finland, i den sydvästra delen av landet. Ön ligger omkring 75 kilometer sydväst om Åbo och omkring 190 kilometer väster om Helsingfors. Bryggskär ligger 6 meter över havet.
Öns area är 2,2 hektar och dess största längd är 290 meter i nord-sydlig riktning.